# Міністерство побутового обслуговування населення Української РСР
Міністерство побутового обслуговування населення Української РСР — республіканське міністерство, входило до системи органів побутового обслуговування населення СРСР і підлягало в своїй діяльності Раді Міністрів УРСР.

## Історія
Утворене 24 вересня 1966 року. 

## Міністри побутового обслуговування населення УРСР
- Шпаковський Лев Костянтинович (1966—1980)
- Слінченко Володимир Іванович (1980—1987)
- Гіль Анатолій Якович (1987—1990)